# Mirdza Martinsone
Mirdza Bianca Martinsone (ur. 24 listopada 1916 w Rydze, zm. 20 września 1983 w Nowym Jorku) – łotewska narciarka alpejska, olimpijka (1936), wielokrotna mistrzyni kraju, dziennikarka.
W lutym 1936 roku wzięła udział w igrzyskach olimpijskich w Garmisch-Partenkirchen. Wystąpiła w kombinacji alpejskiej, której nie ukończyła (po zjeździe była 36., podczas slalomu została zdyskwalifikowana). Została jednak pierwszą łotewską alpejką, która wzięła udział w igrzyskach olimpijskich. W poprzednich dwóch startach reprezentacji Łotwy na zimowych igrzyskach (1924, 1928) w kadrze nie było kobiet. Wobec tego, Mirdza Martinsone oraz dwie łyżwiarki figurowe Alise Dzeguze i Hildegarde Švarce zostały pierwszymi Łotyszkami, które uczestniczyły w zimowych igrzyskach olimpijskich.
Studiowała ekonomię na Uniwersytecie Łotwy w Rydze. W 1935 roku uczestniczyła w uniwersyteckich mistrzostwach świata w gimnastyce, podczas których zajęła piąte miejsce indywidualnie i drugie drużynowo. Początkowo uprawiała łyżwiarstwo szybkie. Dwukrotnie zdobyła tytuł mistrzyni Łotwy w tej dyscyplinie w latach 1934 i 1935. Wielokrotnie stawała na podium mistrzostw krajowych również w narciarstwie alpejskim – w latach 1937, 1938 i 1940 została mistrzynią Łotwy w slalomie, a w 1941 roku mistrzynią Łotewskiej Socjalistycznej Republiki Radzieckiej w slalomie.
Pod koniec II wojny światowej wyjechała do Norwegii, gdzie podjęła pracę dziennikarki. Była norweską korespondentką podczas igrzysk olimpijskich w Sankt Moritz. Na początku lat 50. XX wieku przeprowadziła się do Stanów Zjednoczonych, gdzie mieszkała do końca życia.
Dwukrotnie wyszła za mąż. Najpierw poślubiła panczenistę Alfonsa Bērziņša, z którym później wzięła rozwód. Po wyjeździe do Stanów Zjednoczonych wyszła za mąż po raz drugi, przybierając nazwisko Mirdza Turķis.

## Igrzyska olimpijskie
| Igrzyska                    | Konkurencja         | Zjazd  | Zjazd   | Slalom | Slalom  | Łącznie | Łącznie | Łącznie | Zwyciężczyni  |
| Igrzyska                    | Konkurencja         | Czas   | Miejsce | Czas   | Miejsce | Czas    | Miejsce | Strata  | Zwyciężczyni  |
| --------------------------- | ------------------- | ------ | ------- | ------ | ------- | ------- | ------- | ------- | ------------- |
| Garmisch-Partenkirchen 1936 | Kombinacja alpejska | 3:08,3 | 36.     | DSQ    | DSQ     | DNF     | DNF     | DNF     | Christl Cranz |